# Ibelin vára
Ibelin vára keresztes erőd volt a Jeruzsálemi Királyságban, Jaffa és Askalon között, a mai Javne izraeli város helyén, a Szentföld történetében fontos szerepet játszó Ibelin nemzetség birtoka. Fulkó jeruzsálemi király építtette és adományozta Ibelin Bariszannak 1141-ben, s a birodalom déli határát volt hivatva védeni, noha a határ délebbre húzódásával jelentőségét vesztette. Az Ibelinek központja volt Szaladin hattíni győzelméig, illetve Jeruzsálem 1187-es bevételéig, amikor is a szultán leromboltatta.

## Története
Egy négy várból álló lánc részeként épült a királyság déli határán, Jaffa keresztesváros és a fátimida Askalon között. Arra szolgáltak, hogy az Askalon felől érkező támadásokat elhárítsák, ha szükséges, menedéket nyújtsanak a lakosságnak, és bázist képezzenek a kereszteseknek a Fátimidák ellen indított hadjárataihoz.
Askalon állandó fenyegetést jelentett a királyság számára a 12. század első felében. Szinte minden évben indultak fátimida betörések ebből az irányból Jaffa és környéke ellen, maga a város pedig erős védművei és biztonságos kikötője miatt sokáig bevehetetlennek bizonyult, nem utolsósorban azért, mert az egyiptomi flotta könnyedén el tudta látni utánpótlással és friss helyőrséggel. Ibelin és a többi vár is hozzájárult ahhoz, hogy az 1153-as hadjárat során III. Balduin kereszteseinek végül sikerült elfoglalniuk Askalont.
Ibelin és a többi környékbeli vár megépítése számos előnnyel járt. Mint Türoszi Vilmos írja, „az emberek megbíztak ezekben a várakban és a körülöttük létrejövő településekben, a vidék lakott lett, tehát biztonságos, az élelemellátás pedig állandóbbá és bőségessé vált”.
Askalon elestével és délebbi erősségek építésével (például Gázánál és Darumnál) e várak jelentősége megcsappant. Szaladin 1187-es hattíni győzelme és Jeruzsálem bevétele után Ibelin is elesett, a várat lerombolták, az Ibelin család pedig ciprusi és bejrúti birtokaira húzódott vissza.

## Szerkezete
Szerkezetéről keveset tudni, de a közelben épült többi várhoz (például a romként fennmaradt Arnaldihoz és Blanchegarde-hoz) hasonlóan négyszögletes alaprajzú lehetett, négy saroktoronnyal. Runciman Türoszi Vilmos nyomán „nagyszerű várnak” nevezi. Egy ősi tell helyén állt, amelyet 2008-ban részlegesen feltártak.

## Fordítás
- Ez a szócikk részben vagy egészben  az   Ibelin (castle) című angol Wikipédia-szócikk ezen változatának fordításán alapul.  Az eredeti cikk szerkesztőit annak laptörténete sorolja fel. Ez a jelzés csupán a megfogalmazás eredetét és a szerzői jogokat jelzi, nem szolgál a cikkben szereplő információk forrásmegjelöléseként.